# Procampylaspis tetrastachya
Procampylaspis tetrastachya är en kräftdjursart som beskrevs av Gamo 1989. Procampylaspis tetrastachya ingår i släktet Procampylaspis och familjen Nannastacidae. Inga underarter finns listade i Catalogue of Life.